# Eudactylopus striatus
Eudactylopus striatus is een eenoogkreeftjessoort uit de familie van de Thalestridae. De wetenschappelijke naam van de soort is voor het eerst geldig gepubliceerd in 1940 door Sewell.